# شانه‌تراش
[[|بندانگشتی|
]]

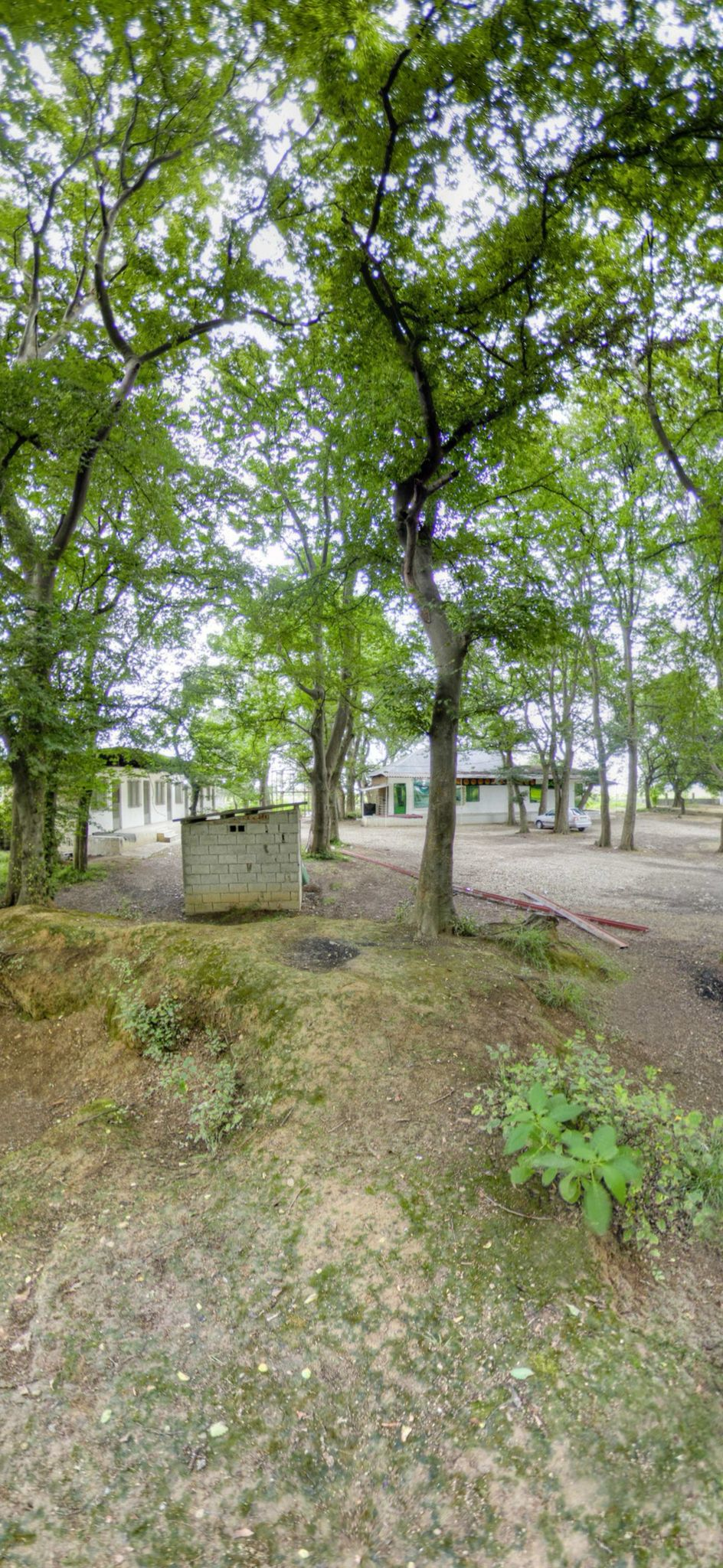
آستان آقا سید ناصر روستای شانه تراش

شانه تراش ، روستایی است از توابع بخش بندپی غربی شهرستان بابل
 در استان مازندران ایران.

## جمعیت
این روستا در شهر خشرودپی بابل قرار دارد و براساس سرشماری مرکز آمار ایران در سال ۱۳۸۵، جمعیت آن ۴۶۲ نفر (۱۲۹خانوار) بوده‌است.

## وجه تسمیه
مردمان این روستا از دیرباز با استفاده از دستگاه‌های ابداعی خود ، چوب درختان را تراشیده و از آن شانه می ساختند و با فروش آن‌ها امرار معاش می‌کردند . به همین دلیل این روستا را شانه تراش نامیدند . 

## تاریخچه
اولین ساکنان این روستا بیش از ۱۳۰ سال پیش از شانه‌تراش‌محله از توابع بخش خرم‌آبادشهرستان تنکابن(شهسوار سابق) به دلیل ظلم و ستم اربابان آن منطقه کوچ کرده و در منطقه فعلی سکنی گزیدند. امروزه بیشتر ساکنین این دو روستا نمی‌دانند که نیای مشترک دارند .

## اماکن زیارتی
در قسمت شمالی این روستا ، در بخش سرسبزی که مشخصاً باقی‌مانده یک جنگل است ، مدفن انسان پاکی به نام سید ناصر معروف به آقا سید ناصر می‌باشد که با امکانات نسبتاً خوب رفاهی و فضای زیبای جنگلی هر ساله میهمان زائرین خصوصاً در ماههای رمضان و محرم (ماه) است .